# 柏寒
柏寒（1955年—2012年2月19日），曾改名为“柏含”，江苏扬州人，出生于北京。中国女演员。2012年因为神经性内分泌肿瘤治疗无效而逝世。

## 生平
柏寒的父亲是公安大学教员，母亲是法院记录员。反右运动和文化大革命彻底毁了这个家庭，柏寒两岁时，父亲被打成右派，下放到农场参加劳动，母亲下放到工厂喷油漆而患上精神病，当她15时，母亲自杀。 1978年，文革停止，父亲回到了自己的身边，却因为积劳成疾患上食道癌而死。早年的柏寒因为出身不好而二十几次考取文工团都没有被录取。直到1978年，22岁的她才得以被中央实验话剧院录取。
2012年2月19日，柏寒因为神经性内分泌肿瘤而逝世。死前在微博发言：“爱她的人们不悲伤，她走得很安详；爱她的人们不难过，生死本就无常。”对家人的遗言说：“让我有尊严的死”。

## 家庭
25岁的柏寒组建了第一个家庭，生了一个孩子，最后离了婚。
1996年5月，柏寒和北京电影学院导演韩小磊结婚，2003年3月19日，韩小磊逝世两人的婚姻又告一段落。柏寒一直对外宣布这才是她的初恋。儿子韩青亦毕业于中央戏剧学院表演系，就职于中国铁路文工团。

## 生活爱好
柏寒的思想很现代化，她爱开吉普车，喜欢上网，嗜好游泳，偶尔练练瑜伽。她对媒体称自己从来不看娱乐类书籍，一心只读佛经。

## 影视作品
| 拍摄时间 | 类型     | 片名           | 角色   | 备注 |
| -------- | -------- | -------------- | ------ | ---- |
| 1983年   | 电影     | 寸草心         |        |      |
| 1988年   | 电影     | 大小夫人       |        |      |
| 1988年   | 电视剧   | 庄妃轶事       | 庄妃   |      |
| 1991年   | 电影     | 女性世界       |        |      |
| 1992年   | 电影     | 爱情危机       |        |      |
| 1993年   | 电影     | 都市情话       |        |      |
| 2003年   | 电视电影 | 为奴隶的母亲   | 李太太 |      |
| 2004年   | 电视剧   | 傻小李元霸     | 白管家 |      |
| 2009年   | 电视剧   | 媳妇的美好时代 | 曹心梅 |      |
| 2010年   | 电视剧   | 我的美丽人生   | 李梅   |      |

## 奖项
- 《都市情话》获第十四届中国电影金鸡奖最佳女主角提名
- 《媳妇的美好时代》 获第16届上海电视节“白玉兰奖”最佳女主角。[2]
- 《媳妇的美好时代》国剧盛典2010年度最佳女配角。